# Erich Leyens
Erich Leyens (* 13. Januar 1898 in Wesel; † 1. Oktober 2001 in Konstanz) war ein deutsch-US-amerikanischer Kaufmann und Überlebender des Holocaust. Er war ab 1930 Leiter eines Textilkaufhauses in der Weseler Innenstadt und erlangte durch seinen aktiven Widerstand gegen den Judenboykott im April 1933 Bekanntheit. Später lebte er für viele Jahre in den USA und wurde auch als Autor tätig.

## Leben
Erich Leyens war der Sohn von Hermann Leyens und Klara geborene Levenbach. Sein Vater hatte sich in Wesel niedergelassen und das Kaufhaus Leyens & Levenbach auf der Ostseite des Großen Markts und damit in direkter Nähe zum Willibrordi-Dom gegründet.
Erich Leyens besuchte zunächst die jüdische Volksschule. Ab Ostern 1907 war er Schüler des Königlichen Gymnasiums zu Wesel (später Konrad-Duden-Gymnasium) und verließ dieses 1913 nach der zehnten Klasse, um Textilkaufmann zu werden.
Erich Leyens hatte zwei Brüder, Heinrich und Walter, und zwei Schwestern, Margarete und Helene. Er meldete sich beim Beginn des Ersten Weltkriegs 1914 ebenso wie seine beiden Brüder als Kriegsfreiwilliger. Er selbst war damals erst 16 Jahre alt. Als Artilleriebeobachter wurde er in einem Ballon abgeschossen und überlebte dies durch einen Absprung mit dem Fallschirm. Nach Kriegsende wurde ihm das Eiserne Kreuz erster Klasse verliehen. Nach seiner Rückkehr von der Front arbeitete Leyens als Textilkaufmann im Geschäft der Familie. Er war zudem Mitglied der Jugendbewegung und befasste sich mit akademischen Schriften. 1923 fragte er in einem Brief an Sigmund Freud, weshalb dieser eine Verbindung zum Antisemiten Hans Blüher habe, und entlockte Freud eine klare Abgrenzung von Blühers Werk. Nach dem Tod seines Vaters übernahm er 1930 das Kaufhaus der Familie und erwies sich als erfolgreicher Geschäftsmann, bevor es 1933 zur Machtergreifung durch die Nationalsozialisten kam.
Als Erich Leyens am Abend des 31. März 1933 vom für den folgenden Tag geplanten „Judenboykott“, also dem durch Nationalsozialisten angestifteten Boykott jüdischer Geschäfte, erfuhr, entschloss er sich zur Gegenwehr. Er entwarf ein Flugblatt mit einem Appell an den Anstand der Bevölkerung, welches er über Nacht vervielfältigte. Am 1. April 1933 verteilte er das Flugblatt und trug dabei seine Weltkriegsuniform mitsamt den erhaltenen Auszeichnungen. Sein Flugblatt verwies unter anderem auf ein Zitat Adolf Hitlers: „Wer im 3. Reich einen Frontsoldaten beleidigt, wird mit Zuchthaus bestraft!“. Seine Aktion erfuhr ein sehr großes Interesse und erhielt viele Sympathiebekundungen. Auch die zu diesem Zeitpunkt noch nicht gleichgeschalteten Lokalzeitungen berichteten am nächsten Tag wohlwollend über die Aktion.
Zwar erhielt er großen Zuspruch und der Boykottversuch bewirkte kurzfristig das Gegenteil, doch langfristig wurde die Situation für die Weseler Juden immer bedrohlicher. Leyens versuchte ab April 1933 noch für einige Monate, sein Geschäft aufrechtzuerhalten, und erzielte mit Werbeaktionen einen großen Erfolg. Als sein Geschäft jedoch von der SA überfallen und verwüstet wurde und der Weseler Polizeipräsident ihm mitteilte, er könne ihn nicht schützen, entschied sich Leyens für die Aufgabe des Geschäfts.
Er verkaufte 1934 sein Kaufhaus und zog nach Mailand in Italien, wo er in einem Unternehmen tätig war. In den folgenden Jahren war er noch einige Male in seiner Heimatstadt und in Berlin, nach den Novemberpogromen 1938 flohen er und alle Familienmitglieder aber dauerhaft aus Deutschland. Er selbst gelangte von Italien über die Schweiz nach Kuba und konnte 1942 mit Hilfe seines bereits dort lebenden Bruders Walter in die Vereinigten Staaten einreisen. Trotz ihrer Flucht starben seine Mutter und eine seiner beiden Schwestern im KZ Auschwitz-Birkenau. Bei der Schwester handelte es sich um Helene „Leni“ Leyens (verheiratete Kohnke), die dort 1943 ebenso wie ihr Ehemann ermordet wurde. Durch ihre vorausgehende Flucht nach Amsterdam war das Paar mit der Familie von Anne Frank bekannt. Otto Frank nahm nach Kriegsende Kontakt zu Erich Leyens auf und informierte ihn darüber, dass Helenes Tochter Anneke (* 1940) überlebt hatte. Das Kind kam dadurch 1946 in die Vereinigten Staaten und wurde von Erich Leyens aufgenommen. Sein Bruder Heinrich war nach Chile und seine Schwester Margarete nach England geflüchtet, von wo sie in die USA emigrierte.
Neben der Ermordung von zwei direkten Angehörigen und seiner Vertreibung war Leyens durch die Nationalsozialisten auch um das gesamte Vermögen seiner Familie gebracht worden. Er musste beruflich neu einsteigen, konnte sich in New York aber wieder Wohlstand erarbeiten und erwarb die US-amerikanische Staatsbürgerschaft. Gemeinsam mit Lotte Palfi-Andor verfasste er zwei Bücher. Darunter war ein 1990 in hohem Alter von ihm verfasster Text zu seinen Erlebnissen im nationalsozialistischen Deutschland. Unter anderem schildert er, wie ein Freund von ihm 1933 in die NSDAP eintrat und diese Entscheidung vor ihm zu rechtfertigen versuchte. Auch solidarisches Verhalten nicht-jüdischer Freunde wird thematisiert. Besonders stellt er fest, wie sich die Haltung seiner Mitbürger innerhalb kurzer Zeit gewandelt hatte und er nur zwei Jahre nach der Machtergreifung als zuvor angesehener Bürger in seiner Heimat weitgehend isoliert war.
Im Ruhestand hatte Leyens eine Winterresidenz im Bundesstaat Florida und entschied sich im hohen Alter für einen Wohnsitz in der deutschen Stadt Konstanz, wo er den größten Teil des Jahres verbrachte. In Konstanz lebte er in einem Seniorenstift, hatte wieder Kontakte nach Wesel und war noch im Alter von 100 Jahren bei guter Gesundheit. Leyens starb 2001 mit 103 Jahren in Konstanz.

## Rezeption

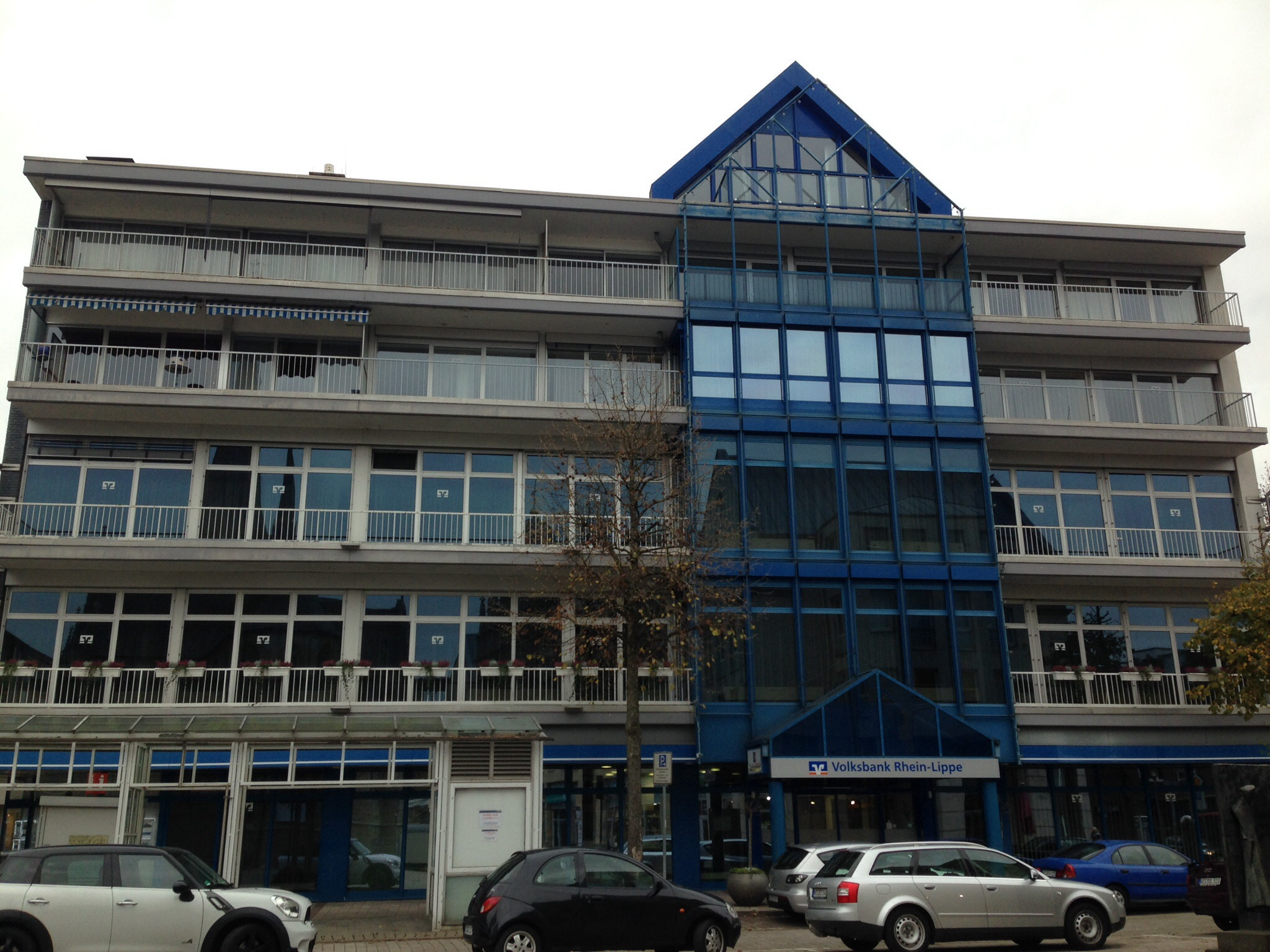
Bankgebäude am Standort des früheren Kaufhauses Leyens & Levenbach (2015)

Neben den von ihm selbst veröffentlichten Werken befassen sich verschiedene Bücher mit Erich Leyens’ Widerstandshandlung in Reaktion auf den „Judenboykott“ der Nationalsozialisten 1933. Unter anderem wird sein Handeln in mehreren Werken des Historikers Wolfgang Benz aufgegriffen. Auch englischsprachige Publikationen befassen sich mit Leyens, darunter der britische Historiker Michael Burleigh. Mit der Familie seiner ermordeten Schwester Helene und dem Schicksal seiner Nichte Anneke befasst sich der niederländische Dokumentationsfilm De Baby aus dem Jahr 2012. Erich Leyens kommt darin ebenfalls vor.
Nach Erich Leyens bzw. seiner Familie erhielt ein kleiner Platz in der Weseler Innenstadt den Namen Leyensplatz. Er liegt im westlichen Teil der Fußgängerzone nahe dem Großen Markt und dem früheren Standort seines Kaufhauses. Am früheren Wohnhaus seiner Familie am Nordglacis im Norden der Weseler Innenstadt wurden Stolpersteine für die Familienmitglieder verlegt, darunter auch für Erich Leyens.